# Cement Mortar Lining
Il Cement Mortar Lining o CML è una tecnologia no dig che permette la riabilitazione di condotte metalliche (acciaio e ghisa) eliminando la ruggine interna e preservando internamente il tubo da futuri fenomeni corrosivi grazie alla realizzazione di un rivestimento in malta cementizia di spessore controllato sulla superficie interna del tubo da risanare. 

## Fasi realizzative
Tale tecnologia, detta anche cementazione, prevede, una preventiva pulizia interna della tubazione, messa temporaneamente fuori esercizio, necessaria a rimuovere incrostazioni, ruggine, vecchi rivestimenti ammalorati, e tutte quelle parti incoerenti che potrebbero compromettere l'adesione della malta cementizia.
La pulizia viene effettuata con sistemi meccanici (spazzole metalliche, ecc.) con getto di acqua ad alta o altissima pressione. 
Successivamente si procede all'applicazione sulla superficie interna della tubazione di un rivestimento di malta cementizia a spessore costante effettuata mediante l'inserimento nel tubo di speciali applicatori dotati di testa rotante. La testa è dotata di palette finitrici utili a compattare il materiale appena spruzzato al fine di ottenere lo spessore desiderato.
Con questa tecnologia si può realizzare un rivestimento interno cementizio con valori del coefficiente di scabrezza comparabili a quelli di tubi in ghisa rivestiti in stabilimento.
Lo spessore dello strato interno di malta può variare dai 6 a 14 mm, a seconda delle necessità.
Questo strato, oltre a proteggere dalla corrosione la superficie interna della tubazione da riabilitare, occlude i fori e le lesioni che possono essere presenti nel tubo, ripristinando la tenuta all'acqua.

## Modalità di intervento
A seconda del diametro della condotta da risanare variano anche le modalità di intervento.
Per diametri inferiori a 600 mm, è buona regola intervenire per tratte successive non superiori a 150 m aprendo la tubazioni a monte e a valle della stessa.
Per diametri maggiori risulta sufficiente aprire la tubazioni in una sola sezione e la tubazioni da risanare con un singolo intervento può arrivare a 250- 350 m.